# Zdounky
Zdounky là một làng thuộc huyện Kroměříž, vùng Zlínský, Cộng hòa Séc.